# Campeonato Gaúcho de Futebol Amador de 2014
O Campeonato Gaúcho de Futebol Amador de 2014 é a 61ª edição da principal competição da categoria no Rio Grande do Sul. Um total de quatro equipes estão atrás do título de campeão amador do estado.

## Regulamento
1. Os quatro times se enfrentam no todos-contra-todos e no sistema de dois turnos, os dois melhores avançam;
2. Os dois times se enfrentam em duas finais, o vencedor é declarado campeão.

## Participantes
- EC Serrano (Canela)
- Guaíba FC (Guaíba)
- SC 12 Horas (Porto Alegre)
- Tamoio FC (Viamão)

## Primeira Fase
| Classificação | Classificação | Classificação | Classificação | Classificação | Classificação | Classificação | Classificação | Classificação | Classificação | Classificação |
| Pos           | Times         | Pts           | J             | V             | E             | D             | GP            | GC            | SG            |               |
| ------------- | ------------- | ------------- | ------------- | ------------- | ------------- | ------------- | ------------- | ------------- | ------------- | ------------- |
| 1             | 12 Horas      | 14            | 6             | 4             | 2             | 0             | 13            | 6             | +7            |               |
| 2             | Serrano       | 10            | 6             | 2             | 1             | 3             | 5             | 10            | -5            |               |
| 3             | Guaíba        | 9             | 6             | 2             | 3             | 1             | 6             | 4             | +2            |               |
| 4             | Tamoio        | 0             | 6             | 1             | 0             | 5             | 6             | 10            | -4            |               |

| 12 Horas | —          | 1 - 1 | 4 - 1 | 3 - 2      |
| Guaíba   | 1 - 1      | —     | 0 - 1 | 1 - 0 W.O. |
| Serrano  | 1 - 3      | 0 - 0 | —     | 1 - 0 W.O. |
| Tamoio   | 0 - 1 W.O. | 1 - 3 | 3 - 1 | —          |

|  |                                           |
|  | Zona de classificação para a próxima fase |

## Finais
| indefinido[a] | Serrano | - | 12 Horas |  |
| --:--         |         |   |          |  |

| indefinido[a] | 12 Horas | - | Serrano |  |
| --:--         |          |   |         |  |

^  Jogos suspensos pelo TJD

## Premiação
| Campeonato Gaúcho Amador de 2014 |
| -------------------------------- |
| A definir Campeão (?º título)    |

## Ver Também
- Campeonato Gaúcho de Futebol de 2014
- Campeonato Gaúcho de Futebol - Segunda Divisão (Série B) de 2014
- Copa FGF de 2014
- Campeonato da Região Metropolitana de 2014
- Campeonato da Região Serrana de 2014
- Campeonato da Região Sul-Fronteira de 2014
- Super Copa Gaúcha de 2014
- Recopa Gaúcha de 2015